# CSI: Miami (10. sezona)
Deseta i posljednja sezona serije CSI: Miami je premijerno prikazana na američkom kanalu CBS 25. rujna 2011., a završila je 8. travnja 2012. godine.

## Glumačka postava
| Glumac/glumica | Lik                 | Glumi u ep. |
| -------------- | ------------------- | ----------- |
| David Caruso   | Horatio Caine       | 1 - 19      |
| Emily Procter  | Calleigh Duquesne   | 1 - 19      |
| Jonathan Togo  | Ryan Wolfe          | 1 - 19      |
| Rex Linn       | Frank Tripp         | 1 - 19      |
| Eva LaRue      | Natalia Boa Vista   | 1 - 19      |
| Walter Simmons | Omar Benson Miller  | 1 - 19      |
| Adam Rodriguez | Eric Delko          | 1 - 19      |
| Dr. Tom Loman  | Christian Clemenson | 1 - 19      |
| Samantha Owens | Taylor Cole         | 1 - 19      |

## Epizode
| Ep. u seriji | Ep. u sezoni | Naziv epizode         | Datum emitiranja |
| --- | ------------ | --------------------- | ---------------- |
| 214 | 1            | "Countermeasures"     | 25.9.2011.       |
| Horatio junački spašava Nataliju. CSI tim se mora utrkivati s vremenom kako bi pronašli željene bjegunce Jacka Tollera i Randy North.                                                                                            |              |                       |                  |
| 215 | 2            | "Stiff"               | 2.10.2011.       |
| CSI tim istražuje ubojstvo koje će voditi istražitelje u svijet žigola. |              |                       |                  |
| 216 | 3            | "Blown Away"          | 9.10.2011.       |
| Tornado uništi mjesto zločina i stavlja Ryana i Waltera u smrtnu opasnost. |              |                       |                  |
| 217 | 4            | "Look Who’s Taunting" | 16.10.2011.      |
| CSI tim goni sadističkog ubojicu koji uzima ženske oči. |              |                       |                  |
| 218 | 5            | "Killer Regrets"      | 23.10.2011.      |
| Meksički šerif (Kate del Castillo), čiji je život ugrožen, traži pomoć od Horatia. Mala Noche su povezane sa slučajem i Horatio je prisiljen tražiti starog neprijatelja za povlaštenim informacijama.                           |              |                       |                  |
| 219 | 6            | "By the Book"         | 30.10.2011.      |
| U napuštenoj palači, CSI tim pronalazi tijelo koje visi pa smatraju da ga je ubio vampir. |              |                       |                  |
| 220 | 7            | "Sinner Takes All"    | 6.11.2011.       |
| Visok ulog na pokeru završava brzo kad maskirani ubojica ubije jednog igrača. |              |                       |                  |
| 221 | 8            | "Dead Ringer"         | 13.11.2011.      |
| Kada je drugi leš pronađen s nestalim očima, Horatio smatra da se "Taunter" vratio. |              |                       |                  |
| 222 | 9            | "A Few Dead Men"      | 20.11.2011.      |
| CSI tim istražiti tri osuđene ubojice puštene iz zatvora, a netko ih počne ubijati jednog po jednog. |              |                       |                  |
| 223 | 10           | "Long Gone"           | 4.12.2011.       |
| Horatio je odlučio pronaći obitelj koja je nestala. |              |                       |                  |
| 224 | 11           | "Crowned"             | 11.12.2011.      |
| CSI tim pronađe mrtvu majku. No, kao jedna od djevojaka nedostaje, čini šokantno otkriće. |              |                       |                  |
| 225 | 12           | "Friendly Fire"       | 8.1.2012.        |
| Ekscentrični genije je ubijen s najčudesnijim oružjem koje je CSI tim ikad vidio. |              |                       |                  |
| 226 | 13           | "Terminal Velocity"   | 29.1.2012.       |
| Skydiver je ubijen, CSI tim otkrije da on ima 103 djece i svi su osumnjičeni. |              |                       |                  |
| 227 | 14           | "Last Straw"          | 19.2.2012.       |
| CSI tim istražuje ubojstvo žene koja je jahala konja i bila bivša kraljica na faksu. |              |                       |                  |
| 228 | 15           | "No Good Deed"        | 4.3.2012.        |
| CSI tim istražuje smrt Henryja Duncana. |              |                       |                  |
| 229 | 16           | "Rest in Pieces"      | 11.3.2012.       |
| CSI tim otkrije mrtvu ženu u Navarro nekretnini. |              |                       |                  |
| 230 | 17           | "At Risk"             | 18.3.2012.       |
| Bijesan pas ubije domara u zgradi škole tenisa. |              |                       |                  |
| 231 | 18           | "Law and Disorder"    | 25.3.2012.       |
| Slobodni novinar je otrovan... |              |                       |                  |
| 232 | 19           | "Habeas Corpse"       | 8.4.2012.        |
| Wolfe je osumnjičen kad je jedan od neprijatelja tima, ASA Josh Avery ubijen. Epizoda završava kad Ryan Sam otkrije da je osoba odgovorna za ubojstvo Josha. Također Calleigh završava usvajanjem Austin North i njegove sestre. |              |                       |                  |